# Падавине
Падавине су сви облици кондензоване и сублимиране водене паре у ваздуху, који се на земљиној површини појаве у течном или чврстом облику. Падавине се деле у две групе: (I) ниске падавине: роса, слана, иње и поледица, (II) високе падавине: киша, росуља, ледена киша, снег, суснежица, зрнасти снег, љутина, крупа, суградица и град.
У метеорологији, падавине су било који производ кондензације атмосферске водене паре која пада под гравитационим повлачењем облака. Главни облици падавина укључују росуљу, кишу, суснежицу, снег, ледене пелете, крупу и град. Падавине се јављају када се део атмосфере засити воденом паром (достижући 100% релативне влажности), тако да се вода кондензује и „таложи“ или пада. Дакле, магла и измаглица нису падавине већ колоиди, јер се водена пара не кондензује довољно да се таложи. Два процеса, која могу деловати заједно, могу довести до засићења ваздуха: хлађење ваздуха или додавање водене паре у ваздух. Падавине настају док се мање капљице спајају сударањем са другим капима кише или кристалима леда у облаку. Кратки, интензивни периоди кише на раштрканим локацијама називају се пљускови.
Влага која се подигне или на неки други начин присили да се подигне изнад слоја ваздуха који не смрзава при површини може се кондензовати у облаке и кишу. Овај процес је обично активан када се догоди ледена киша. Стационарни фронт је често присутан у близини подручја ледене кише и служи као фокус за присиљавање и дизање ваздуха. Под условом да постоји потребан и довољан садржај влаге у атмосфери, влага у ваздуху који се диже ће се кондензовати у облаке, односно нимбостратус и кумулонимбус ако су у питању значајне падавине. На крају, капљице облака ће нарасти довољно велике да формирају кишне капи и да се спусте ка Земљи где ће се смрзнути у контакту са изложеним објектима. Тамо где су присутна релативно топла водна тела, на пример услед испаравања воде из језера, снежне падавине са језерским ефектом постају забрињавајућа појава у правцу низ ветар од топлих језера у хладном циклонском току око залеђа екстратропских циклона. Снежне падавине са ефектом језера могу бити локално јаке. Снежна олуја је могућа унутар средишта циклона и унутар опсега падавина са ефектом језера. У планинским пределима могуће су обилне падавине тамо где је максималан узлазни проток унутар ветровитих страна терена на великим надморским висинама. На заветринској страни планина може постојати пустињска клима због сувог ваздуха изазваног загревањем под притиском. Највише падавина се јавља унутар тропског појаса и узроковано је конвекцијом. Кретање монсунског корита, или интертропске зоне конвергенције, доноси кишне сезоне у регије саване.
Падавине су главна компонента циклуса воде и одговорне су за депоновање свеже воде на планети. Приближно 505.000 km3 (121.000 cu mi) воде падне као падавина сваке године: 398.000 km3 (95.000 cu mi) преко океана и 107.000 km3 (26.000 cu mi) над копном. С обзиром на површину Земље, то значи да глобално просечне годишње падавине износе 990 mm (39 in), али преко копна само 715 mm (28,1 in). Системи за класификацију климе, као што је Кепенова класификација климата, користе просечне годишње кише како би разликовали различите климатске режиме.
Падавине могу настати и на другим небеским телима. Највећи Сатурнов сателит, Титан, домаћин је падавина метана као споро падајућа росуља, која је примећена као кишне локве на екватору и поларним подручјима.

## Типови
Падавине су главна компонента циклуса воде и одговорне су за депоновање већине свеже воде на планети. Приближно 505.000 km3 (121.000 cu mi) воде падне као падавине сваке године, од чега 398.000 km3 (95.000 cu mi) преко океана.] С обзиром на површину Земље, то значи да је глобално просечна годишња количина падавина 990 mm (39 in).
Механизми стварања падавина укључују конвективне, стратиформне, и орографске падавине. Конвективни процеси подразумевају снажна вертикална кретања која могу да изазову промене атмосфере на тој локацији у року од сат времена и да изазову обилне падавине, док стратиформни процеси подразумевају слабија кретања навише и мање интензивне падавине. Падавине се могу поделити у три категорије, на основу тога да ли падају као течна вода, течна вода која се смрзава при контакту са површином или лед. Смеше различитих врста падавина, укључујући врсте у различитим категоријама, могу пасти истовремено. Течни облици падавина укључују кишу и рошење. Киша или роса која се смрзава при контакту са ваздушном масом испод нивоа смрзавања назива се „ледећа киша“ или „залеђена роса“. Смрзнути облици падавина укључују снег, ледене иглице, ледене куглице, град и крупа.

### Мерење
Течне падавинеПадавине (укључујући рошење и кишу) се обично мере помоћу кишомера и изражавају у јединицама милиметара (mm) висине или дубине. Еквивалентно, могу се изразити као физичка величина са димензијом запремине воде по сабирној површини, у јединицама литара по квадратном метру (L/m2); као 1L=1dm3=1mm·m2, јединице површине (m2) се поништавају, што резултира једноставно „mm”. Ово такође одговара густини површине израженој у kg/m2, ако се претпостави да 1 литар воде има масу од 1 kg (густина воде), што је прихватљиво за већину практичних сврха. Одговарајућа енглеска јединица која се користи је обично инчи. У Аустралији пре метрикације, падавине су такође мерене у „тачкама“, од којих је свака дефинисана као стоти део инча.
Чврсте падавинеЗа мерење количине чврстих падавина обично се користи снегомер. Снежне падавине се обично мере у центиметрима тако што се снег пушта у контејнер, а затим се мери висина. Снег се тада може опционо отопити да би се добило мерење еквивалента воде у милиметрима као за течне падавине. Однос између висине снега и водног еквивалента зависи од садржаја воде у снегу; водни еквивалент стога може дати само грубу процену висине снега. Други облици чврстих падавина, као што су снежни пелети и град или чак суснежица (помешани киша и снег), такође се могу отопити и измерити као одговарајући водени еквиваленти, обично изражени у милиметрима као и за течне падавине.

## Хидрометеори
Хидрометеори је свеукупни назив за производе у течном или чврстом стању настале кондензацијом или депозицијом (процеђивањем) водене паре. Разликују се: 
- текуће оборине (киша, росуља);
- капљице воде суспендиране у ваздуху (облак, магла);
- оборине које се смрзавају у додиру с тлом (ледена киша или прехладна киша, прехладна росуља);
- круте оборине (снег, туча, сутуча, снежна зрнца, солика, ледене иглице);
- оборине које не досежу до тла;
- чврсте или течне честице подигнуте с тла ветром (снежна вејавица);
- хидрометеори који настају на тлу (роса, мраз, иње).[17]

## Облаци и оборине
Ако у неком делу Земљине атмосфере који је засићен влагом пада температура, кондензоваће се водена пара и стварати водене капљице. Стварају ли се те капљице близу тла, настаће магла, а стварају ли се у већим висинама, настаће облаци. Облаци настају и на тај начин да се топли ваздух као специфично лакши диже увис, где је нижа температура. Садржи ли тај ваздух велику количину влаге, она ће се услед хлађења кондензирати, и тиме ће настати облаци. Стварању магле погодују прашина и дим који се налазе у ваздуху. Честице прашине и дима чине језгра кондензације водене паре која је охлађена испод росишта. Зими, односно на високим планинама, када је температура врло ниска, смрзавају се водене капљице у ситне кристале, које стварају снег.
Киша се састоји од крупних капљица воде. Да би из облака падала киша, морају од ситних капљица настати крупније, јер ситне капљице падају споро, те се на путу испаре. Лети услед брзог и великог загрејавања диже се у висину ваздух с великим садржајем влаге, где се охлади испод 0 °C. Како лети садржи ваздух више влаге него зими, створиће се расхлађивањем велики кристали односно лед, који пада као туча на Земљу. Земаљска површина губи ноћу ижаривањем велики део топлоте, коју је дању примила путем Сунчеве светлости. Услед тога настаје хлађење ваздуха, а тиме кондензација сувишне влаге у облику капљица на површини Земље. То је роса. Зими због истог разлога настаје расхлађивање испод 0 °C, а тиме смрзавање росе у облику иглица, што се зове мраз.
Све наведене метеоролошке појаве, то јест киша, снег, туча, роса и мраз, које настају услед кондензације водене паре у ваздуху, зову се падавине. Количина падавина мери се висином слоја воде у милиметрима по квадратном метру (2) koga bi stvorila voda oborina kad bi ostala na tlu, a da se ne ispari, a niti otiče u zemlju. Na primer ako se kaže da je u toku 24 sata na nekom mestu količina oborina 2 mm, то значи да је пало толико кише да на сваки 2 долази 2 литре воде. Наиме слоју воде висине 1 mm на површини од 1 m2 odgovara količina vode od 1 litre, to jest 1 dm3. Suвi krajevi imaju ispod 500 mm оборина годишње. За мерење количине оборина служи мерни инструмент кишомер, плувиометар или омброметар.

### Количина и подела падавина
Количина и расподела оборина током године, као и број дана с одређеном количином оборина те максималне количине које се могу очекивати у неком дужем раздобљу, убрајају се међу главне карактеристике климе. Оборине су временски и просторно врло променљиве. Количина оборина мери се кишомјером или плувиометром. Њиме се утврђује колико би милиметара био висок слој воде од оборина када не би било испаравања, отицања и прокапљивања кроз тло. Количина оборина од 1 милиметар (mm) односи се на површину од 1 квадратни метар (m²), што значи да је на сваки квадратни метар тла пала једна литра (l) воде. Генерално се узима да је годишњи просек количине оборина за Земљу у целини 1 000 mm, с највећом просечном количином од 11 430 mm у месту Черапунџи у северној Индији, и с најмањом од 10 mm у Арици у северном Чилеу. Највећа је до сада измерена количина оборина током једне године 22 987 mm, и то у раздобљу од августа 1860. до јуна 1861, у Черапунџију, а тамо је измерена и највећа 24-сатна количина од 1 870 mm. Место Икике у северном Чилеу 4 је године било без кише, а годишњи је просек само 3 mm.
По годишњем кретању количине оборина разликује се 6 климатских типова оборина: 
- екваторски (с максимумом оборина након пролетње и јесење равнодневице),
- тропски (максимум оборина лети),
- монсунски (максимум оборина лети, зиме суве),
- суптропски (максимум оборина зими, лета сува),
- континентални (летне кише) и
- океански (зимске кише) тип оборина,
- као посебан тип издваја се средоземни тип оборина (зиме кишовите, лета сува).

Данас се уз помоћ такозваних оборинских радара може проценити укупна количина оборина на одређеном подручју, за разлику од класичне (тачкасте) методе мерења само на одређеним тачкама. То је значајно пре свега за службе које се баве проблемима спречавања поплава (помоћу радарских процена установљеју се „тачкаста” мерења). Поред количине оборина, важни су пре свега и јачина оборина и њихово трајање. Дуготрајно мерење количине падалина (климатологија) омогућава статистичке прорачуне средње учесталости оборинских догађаја (пре свега пљускова), који су резултат међусобног односа јачине и трајања оборина.

## Подела
Падавине из облака могу се обично поделити на 3 типа: сипеће, фронталне и пљусковите. Сипеће падавине падају из непрекидних, густих облака звани стратуси. То су ситне капљице воде или ситне капљице снега. Фронталне падавине падају из непрекидних слојева облака, алтостратуса и нимбостратуса. Везана су за ваздушна струјања на топлом фронту. Пљусковите падавине падају из нестабилних облака кумулонимбуса. Ове облаке карактерише краткотрајне, али и јаке падавине, са честим променама интензитета. Главне падавине су киша са крупним капима и снег са крупним пахуљицама.

## Мерење падавина
За мерење падавина користи се неколико наменских инструмената:
- кишомер (плехани цилиндрични суд)
- плувиограф (аутоматски бележи количину)
- тотализатор (за тешко приступачне пределе)